# Le Goinfre
Le Goinfre est un fanzine de bande dessinée parisien qui a connu 17 numéros de 1990 à 1995. Ouvert à de multiples influences, Le Goinfre se place principalement dans la tradition du Métal hurlant des origines.
Il a réuni pour leurs débuts quelques futurs auteurs de bande dessinée célèbres. Il a eu notamment comme rédacteur en chef Denis Bajram. Sous sa direction, Le Goinfre a reçu l'Alph'Art Fanzine du Festival d'Angoulême en 1994.

## Collaborateurs
- Angel (Éric Sault)
- Denis Bajram
- Olivier Balez
- Matthieu Bonhomme
- Horacio Cassinelli
- Christelle (Colonel Moutarde)
- Christopher (Christopher Longé)
- Thierry Démarez
- DKO (David Cochard)
- Nik Düm (Nicolas Dumontheuil)
- Arnaud Gauchman
- Johan Gauthier
- Fabrice Holbé
- Alain Janolle
- Jean-Paul Jennequin
- Jô (Joël Parnotte)
- Joan
- Knulp
- Lesca
- Éric Liberge
- MacPlane
- Pascal Mania
- Patrick Marcel
- Philippe Marcel
- Michael Monnin
- Julien Moreau
- Alex Nikolavitch
- Jean-Philippe Peyraud
- Cyril Pedrosa
- Emmanuel Poey